# Galeazzo Flavio Capella

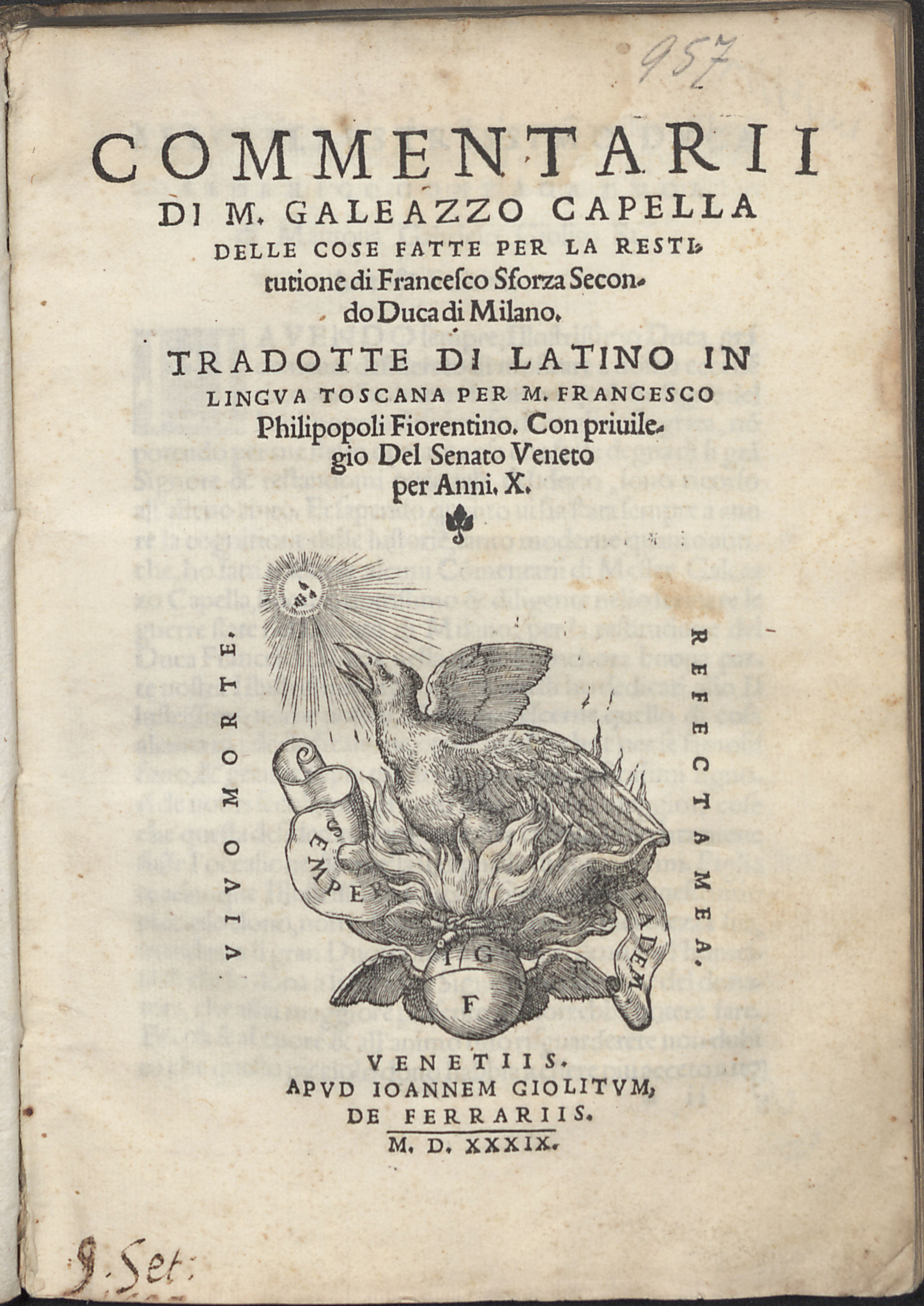
Commentari delle cose fatte per la restituzione di Francesco Sforza secondo duca di Milano, 1539

Galeazzo Flavio Capella noto anche come Galeazzo Capra (in latino Capella significa "capretta") (Milano, 7 marzo 1487 – Milano, 23 febbraio 1537) è stato uno scrittore e politico italiano.

## Biografia
Capella fu ministro e diplomatico al servizio di Francesco II Sforza.
La sua opera più nota è il Commentarii .. de rebus gestis pro restitutione Francisci Sfortiæ II